# Sân bay Rwindi
Sân bay Rwindi (ICAO: FZNR) là một sân bay ở Rwindi, Cộng hòa Dân chủ Congo.